# Lockwood Ø
Lockwood Ø è un'isola disabitata della Groenlandia.
Prima della riforma del 2008 faceva parte della contea della Groenlandia Settentrionale.
È situata nel Parco nazionale della Groenlandia nordorientale, fuori da qualsiasi comune.
L'isola è chiamata dell'esploratore americano James Booth Lockwood (1852-1884).

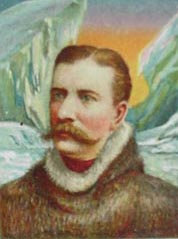
James Booth Lockwood